# Opalenica
Pour les articles homonymes, voir Opalenica (homonymie).
Opalenica (prononciation : [ɔpalɛˈɲit͡sa]) est une ville de la Voïvodie de Grande-Pologne et du powiat de Nowy Tomyśl.
Elle est située à environ 20 kilomètres à l'est de Nowy Tomyśl, siège du powiat, et à 36 kilomètres à l'ouest de Poznań, capitale de la voïvodie de Grande-Pologne.
Elle est le siège administratif de la gmina d'Opalenica.
Elle s'étend sur 6,42 km2.

## Géographie

Plan de la ville.

La ville d'Opalenica est située au centre-ouest de la voïvodie de Grande-Pologne, à la limite entre la région géographique de Lubusz (à l'ouest) et les plaines agricoles de Grande-Pologne (à l'est). La ville est traversée par la rivière Mogilnica.

## Histoire
Membre de la noblesse polonaise, la famille Opaliński est originaire d'Opalenica. Ils furent les dirigeants de la région et formèrent une branche de la famille Bniński (pl) (ou de Bnin). Leur château est situé à Sieraków, à une quarantaine de kilomètres au nord.

De 1793 à 1918, Opalenitza fait partie de l'arrondissement de Kosten jusqu'en 1818 puis de l'arrondissement de Buk jusqu'en 1887 puis de l'arrondissement de Grätz dans le district de Posen au sein de la province de Posnanie.
De 1975 à 1998, la ville faisait partie du territoire de la voïvodie de Poznań. Depuis 1999, la ville fait partie du territoire de la voïvodie de Grande-Pologne.

## Monuments
- l'église saint Matthieu, construite en 1401 ;
- l'église saint Joseph, construite en 1900 ;
- l'hôtel de ville, construite en 1897.

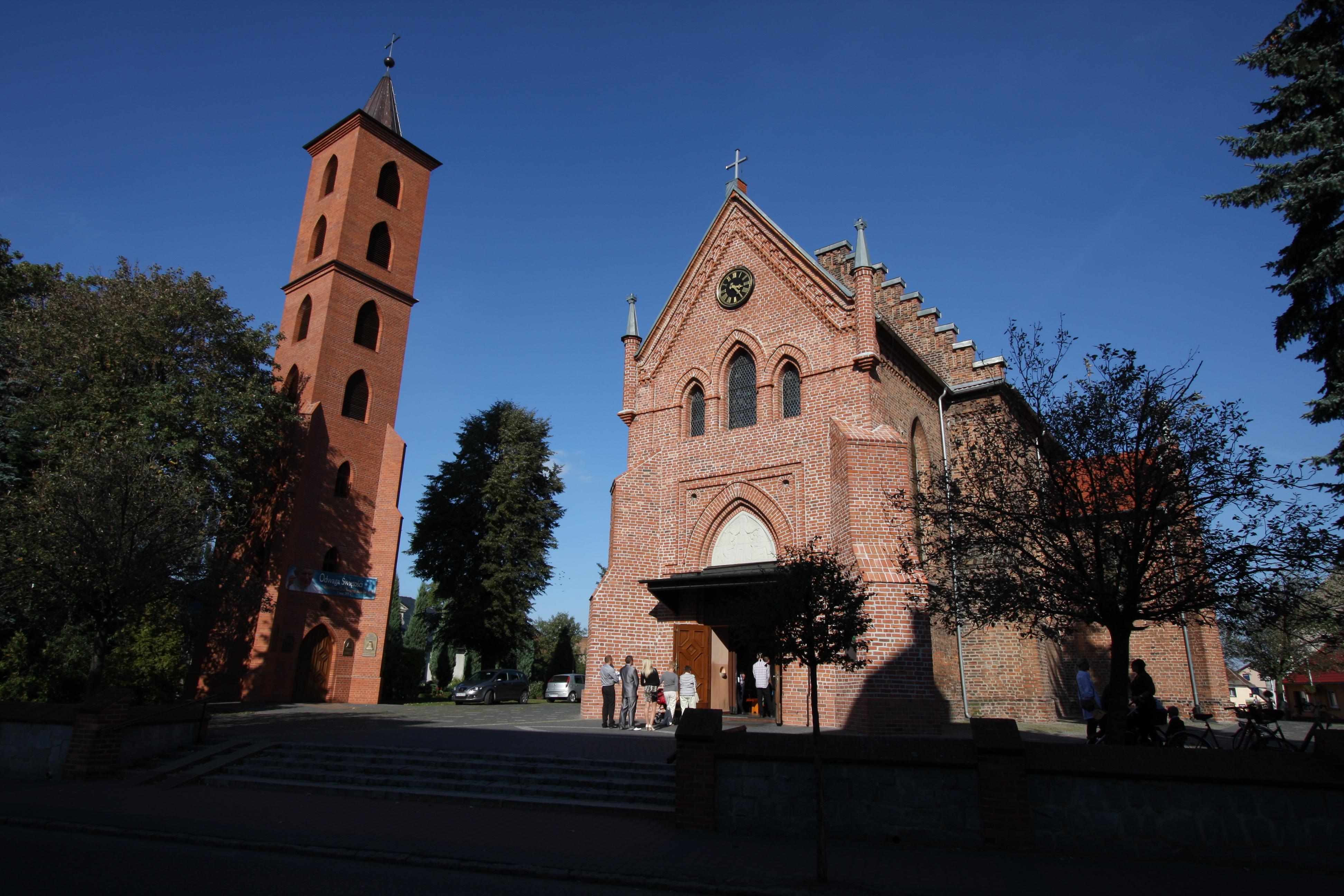
L'église saint Matthieu.
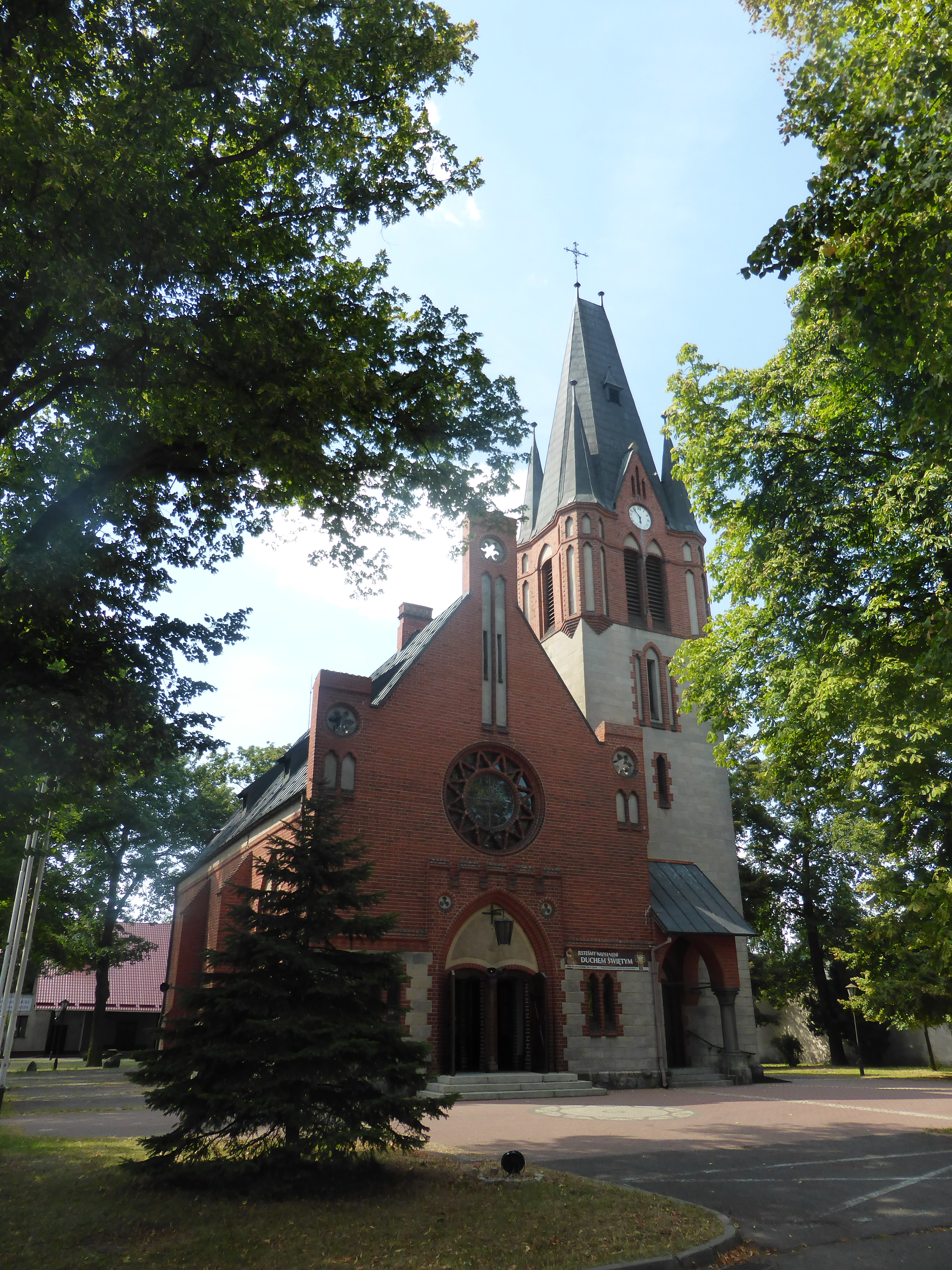
L'église saint Joseph.
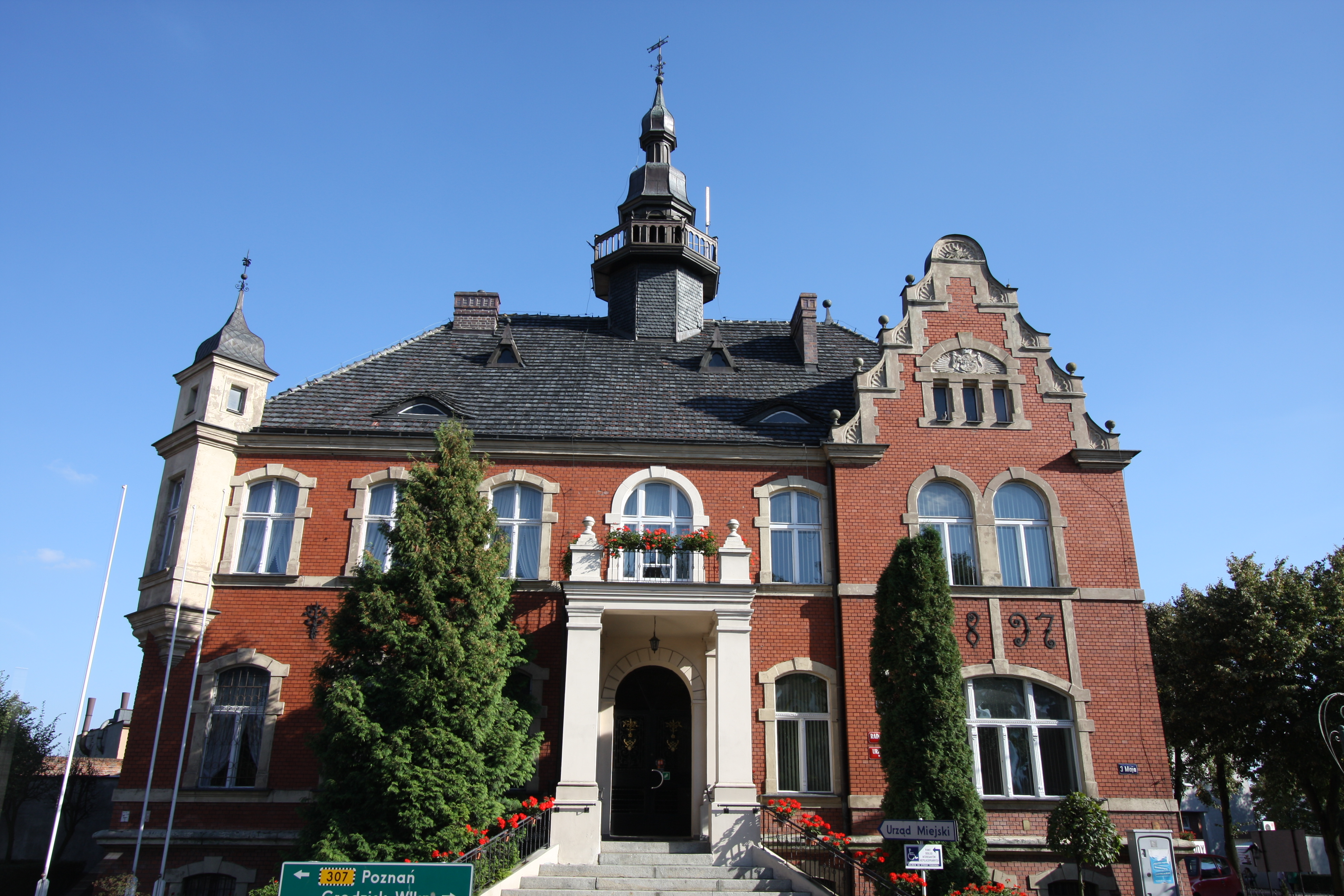
L'hôtel de ville.

## Voies de communication
La route voïvodale 307 (pl) (qui relie Poznań à Bukowiec) contourne la ville par le sud, formant une déviation.

## Jumelages
- Königslutter am Elm (Allemagne)
- Storkow (Mark) (Allemagne)
- Horodok (oblast de Lviv) (Ukraine)
- Neman (Russie)
- Zevenbergen (Pays-Bas)